# Jüdischer Friedhof (Dormagen)

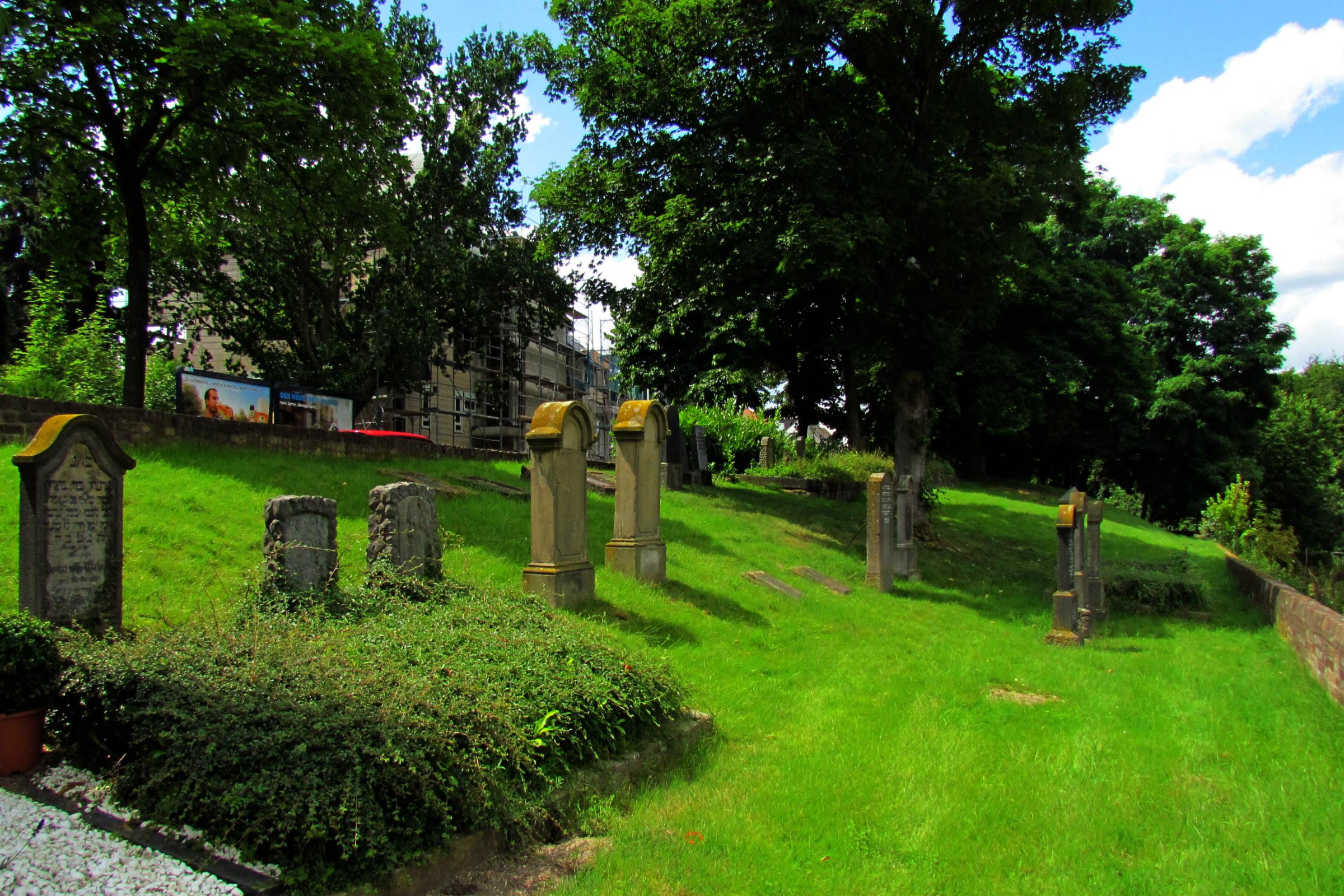
Jüdischer Friedhof in Dormagen

Der Jüdische Friedhof in Dormagen, einer Stadt im Rhein-Kreis Neuss in Nordrhein-Westfalen, wurde in der Mitte des 19. Jahrhunderts errichtet. Der jüdische Friedhof an der Krefelder Straße, auf Höhe des alten Augustinerkrankenhauses, ist ein geschütztes Baudenkmal.

## Geschichte
Im 19. Jahrhundert bildete Dormagen gemeinsam mit Zons eine Synagogengemeinde (seit 1858 Spezialgemeinde Zons-Dormagen im Synagogenbezirk Neuss, 1932 Synagogengemeinde Dormagen). Die Größe der Gemeinde belief sich 1806 und 1835 auf 24, 1885 auf 47 und 1932 auf noch 42 Mitglieder.
Der jüdische Friedhof in Dormagen wird erstmals 1862 schriftlich erwähnt, als sich die Juden in Dormagen beim Gemeinderat wegen Zerstörungen um eine Einfriedung des Friedhofes bemühten. Der älteste erhaltene Grabstein stammt aus dem Jahr 1869. Die letzte Beisetzung fand im Jahr 2000 statt. Heute sind noch 29 Grabsteine (Mazewot) auf dem Friedhof erhalten.